# Fatimata Touré
Fatimata Aliou Touré est une militante sociale, au Mali, qui agit pour la défense des droits des femmes. Elle dirige le forum régional pour la réconciliation et la paix à Gao.  Elle est également à la tête du Groupe de Recherche, d’Étude, de Formation Femme-Action (GREFFA), qui lutte aussi contre la fistule. Pendant l'occupation du Mali, en 2012 et 2013,  elle aide les patientes atteintes de fistule en soin à l'hôpital de Gao à déménager et trouver de l'aide médicale : en effet l'hôpital a été attaqué par les extrémistes. Elle fournit également un abri aux femmes victimes de mariage forcés et de viols.
Elle reçoit, le 4 mars 2014, de Heather Higginbottom (en), représentant le Département d'État des États-Unis, le Prix international de la femme de courage.
Elle est élue députée à l'Assemblée nationale dans le cercle de Gao aux élections législatives maliennes de 2020. L'Assemblée nationale est dissoute le 19 août 2020 après un coup d'État.